# Кревкёр
Кревкёр — порода хохлатых кур из Франции; свое название куры получили в честь коммуны Кревкёр-ле-Гран.
Кревкёр — одна из старейших французских пород кур; её происхождение неизвестно. Порода была подробно описана Луи Брешемином в 1894 году, однако её стандарт был принят лишь в 1909. Куры выращивались в Соединенном Королевстве с середины девятнадцатого века и были добавлены к Стандарту совершенства Американской ассоциации птицеводов в 1874 году. Французская популяция породы пострадала во время Первой и Второй мировых войн; считалось, что птицы практически исчезли. Восстановление было начато в 1976 году Жан-Клодом Перике. Сообщалось, что в 1995 году численность составляла от 100 до 1000 особей; В 2007 году ФАО классифицировала породу как «находящуюся под угрозой исчезновения».
Гребешок, мочки ушей и сережки ярко-красные, ноги и ступни серо-голубые или черные. Клюв темно-серого цвета, глаза могут быть красными или иногда черными.
Петухи этой породы весят до 3,8 кг, куры — до 3 кг. Яйценоскость до 150 яиц в год весом 55-60 граммов.